# 49-й меридіан східної довготи
49-й меридіан східної довготи — лінія довготи, що лежить на 49 градусів східніше Гринвіцького меридіана. Вона проходить від Північного полюса через Північний Льодовитий океан, Європу, Азію, Африку, Індійський океан, Південний океан та Антарктиду до Південного полюса.
49-й меридіан східної довготи формує велике коло разом із 131-шим меридіаном західної довготи.

## Список географічних об'єктів, що перетинає 49° сх. д.
Починаючи на Північному полюсі та рухаючись до Південного полюса, 49-й меридіан східної довготи проходить через:
| Координати                                                 | Країна, територія або море | Примітки                                                                  |
| ---------------------------------------------------------- | -------------------------- | ------------------------------------------------------------------------- |
| 90°0′ пн. ш. 49°0′ сх. д. / 90.000° пн. ш. 49.000° сх. д.  | Північний Льодовитий океан |                                                                           |
| 80°31′ пн. ш. 49°0′ сх. д. / 80.517° пн. ш. 49.000° сх. д. | Росія                      | Земля Франца-Йосифа — проходить через Землю Георга                        |
| 80°22′ пн. ш. 49°0′ сх. д. / 80.367° пн. ш. 49.000° сх. д. | Баренцове море             | Протока Нейтингейл                                                        |
| 80°12′ пн. ш. 49°0′ сх. д. / 80.200° пн. ш. 49.000° сх. д. | Росія                      | Земля Франца-Йосифа — проходить через Землю Георга                        |
| 80°10′ пн. ш. 49°0′ сх. д. / 80.167° пн. ш. 49.000° сх. д. | Баренцове море             |                                                                           |
| 69°30′ пн. ш. 49°0′ сх. д. / 69.500° пн. ш. 49.000° сх. д. | Росія                      | Проходить через острів Колгуєв                                            |
| 68°44′ пн. ш. 49°0′ сх. д. / 68.733° пн. ш. 49.000° сх. д. | Баренцове море             |                                                                           |
| 67°50′ пн. ш. 49°0′ сх. д. / 67.833° пн. ш. 49.000° сх. д. | Росія                      | Проходить захіжніше Казані                                                |
| 50°43′ пн. ш. 49°0′ сх. д. / 50.717° пн. ш. 49.000° сх. д. | Казахстан                  |                                                                           |
| 46°25′ пн. ш. 49°0′ сх. д. / 46.417° пн. ш. 49.000° сх. д. | Росія                      |                                                                           |
| 46°8′ пн. ш. 49°0′ сх. д. / 46.133° пн. ш. 49.000° сх. д.  | Каспійське море            |                                                                           |
| 41°27′ пн. ш. 49°0′ сх. д. / 41.450° пн. ш. 49.000° сх. д. | Азербайджан                |                                                                           |
| 39°11′ пн. ш. 49°0′ сх. д. / 39.183° пн. ш. 49.000° сх. д. | Каспійське море            |                                                                           |
| 37°44′ пн. ш. 49°0′ сх. д. / 37.733° пн. ш. 49.000° сх. д. | Іран                       |                                                                           |
| 30°20′ пн. ш. 49°0′ сх. д. / 30.333° пн. ш. 49.000° сх. д. | Перська затока             |                                                                           |
| 27°36′ пн. ш. 49°0′ сх. д. / 27.600° пн. ш. 49.000° сх. д. | Саудівська Аравія          |                                                                           |
| 18°29′ пн. ш. 49°0′ сх. д. / 18.483° пн. ш. 49.000° сх. д. | Ємен                       |                                                                           |
| 14°19′ пн. ш. 49°0′ сх. д. / 14.317° пн. ш. 49.000° сх. д. | Індійський океан           | Аденська затока                                                           |
| 11°15′ пн. ш. 49°0′ сх. д. / 11.250° пн. ш. 49.000° сх. д. | Сомалі                     |                                                                           |
| 6°4′ пн. ш. 49°0′ сх. д. / 6.067° пн. ш. 49.000° сх. д.    | Індійський океан           |                                                                           |
| 12°19′ пд. ш. 49°0′ сх. д. / 12.317° пд. ш. 49.000° сх. д. | Мадагаскар                 | Проходить через острів Мадагаскар                                         |
| 19°14′ пд. ш. 49°0′ сх. д. / 19.233° пд. ш. 49.000° сх. д. | Індійський океан           |                                                                           |
| 60°0′ пд. ш. 49°0′ сх. д. / 60.000° пд. ш. 49.000° сх. д.  | Південний океан            | Проходить східніше Білого острова[en]                                     |
| 66°54′ пд. ш. 49°0′ сх. д. / 66.900° пд. ш. 49.000° сх. д. | Антарктида                 | Проходить через Австралійську антарктичну територію (претендує Австралія) |